# 草海
草海又名松坡湖、南海子、八仙湖，位于中国贵州省威宁彝族回族苗族自治县县城西南隅，因湖中水草繁茂，故名。草海是中国最大的构造岩溶湖泊，也是贵州省最大的天然湖泊。
草海是中国特有的珍稀鸟类黑颈鹤的越冬栖息地，每年有400多只黑颈鹤到此越冬。1992年草海被批准为国家级自然保护区，全保护区面积为12000公顷，主要保护动物黑颈鹤，保护植物为海菜花。